# Oskar Lundkvist
Oskar Lundkvist, född 3 september 2004 i Piteå, är en svensk professionell ishockeyspelare (ytterforward). Hans moderklubb är Storfors AIK.

## Extern länk
- Presentation och statistik för Oskar Lundkvist som spelare  på Elite Prospects.